# 국제 철도 연맹
국제 철도 연맹(國際鐵道聯盟, 영어: International Union of Railways, 프랑스어: Union Internationale des Chemins de fer; UIC)은 세계 각국의 철도사업자로 조직된 국제 기구이다. 본부는 프랑스의 파리에 있다.

## 개요
철도 기술에 관한 국제적 표준의 확립이나 국제열차 운행 추진, 철도 운영에 관한 지원 등을 한다. 주 회원은 각국의 국유철도 혹은 민영화된 구 국유철도이다.
제1차 세계대전 후인 1922년에 국제열차 운행의 원활화와 철도 기술의 표준화를 목적으로, 주로 유럽 각국의 철도사업자(22개국 51개 철도사업자)가 중심이 되어 발족했다.
2007년 현재 171개 철도사업자가 UIC에 가입했다. 대한민국의 회원은 한국철도공사, 국가철도공단, 한국철도기술연구원, 한국철도대학이 있다.

## 같이 보기
- 국제철도협력기구